# Astrodendrum capensis
Astrodendrum capensis is een slangster uit de familie Gorgonocephalidae.
De wetenschappelijke naam van de soort werd in 1933 gepubliceerd door Theodor Mortensen.